# Lambro Bileu
Lambro Bileu is een bestuurslaag in het regentschap Aceh Besar van de provincie Atjeh, Indonesië. Lambro Bileu telt 1511 inwoners (volkstelling 2010).